# Народная летопись (газета, Новониколаевск)
«Народная летопись» — газета, издававшаяся в 1906—1907 и в 1909—1910 годы в Ново-Николавске (совр. Новосибирск) в типографии Н. П. Литвинова. Первая новониколаевская газета.

## История
Появление газеты было связано с выборами в 1-ю Государственную Думу. Первый номер газеты вышел 30 марта 1906 года.
В конце 1906 году выпуск «Народной летописи» был остановлен властями.
16 мая 1907 года вместо «Народной летописи» выходит газета «Обь», в декабре 1907 года её редактор соц.-революционер А. А. Аргунов заключён в тюрьму на 3 месяца, а выпуск «Оби» с февраля по август 1908 года был остановлен, потом газета снова выходила до конца этого года под редакцией Аргунова.
С 1909 году «Народная летопись» вновь начинает издаваться.
В 1909—1910 годах газета подвергается давлению со стороны властей из-за своего либерального курса.
Преемницей «Народной летописи» считается газета Обская жизнь.

## Редакторы
- Н. П. Литвинов (1906)
- М. О. Курский (с № 21, 1906)
- А. Г. Новицкий (1909—1910)

## Благотворительность
После пожара в Ново-Николаевске (1909) газета организовала сбор пожертвований для пострадавших.